# ブリュッセル万国博覧会 (1958年)

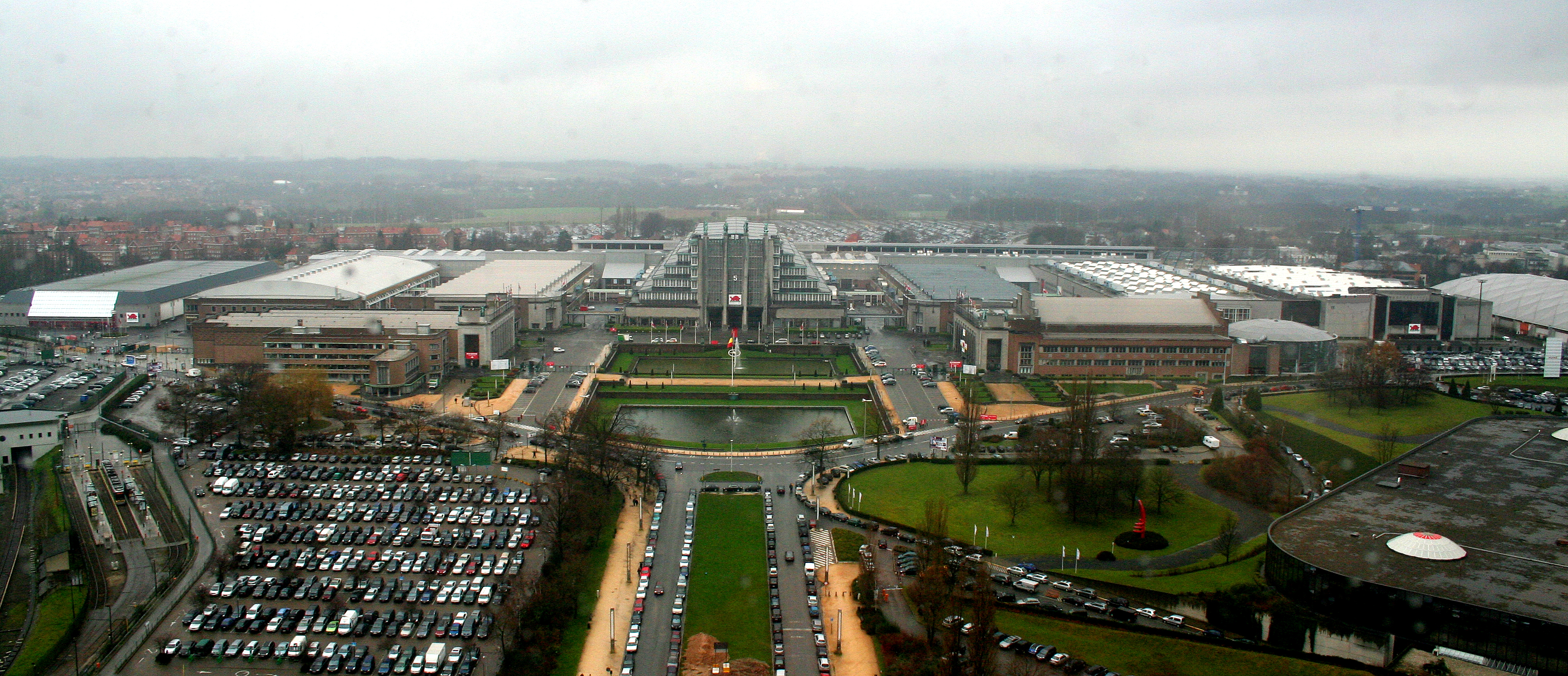
アトミウムから見下ろした博覧会場パレ・ドゥ・サントネール（Palais du Centenaire）。1935年ブリュッセル万博の際に建設され、1958年でも利用された

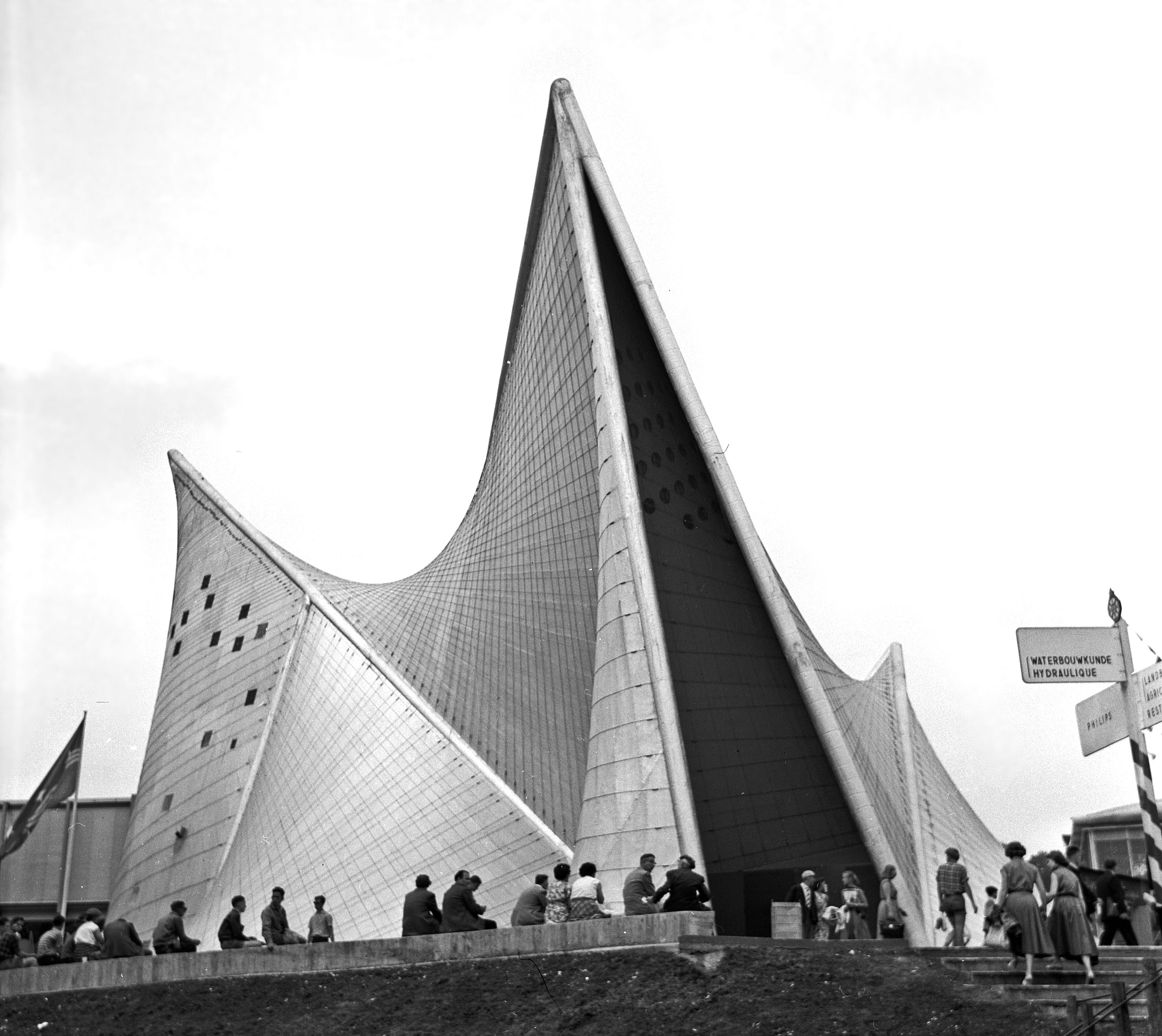
フィリップス館

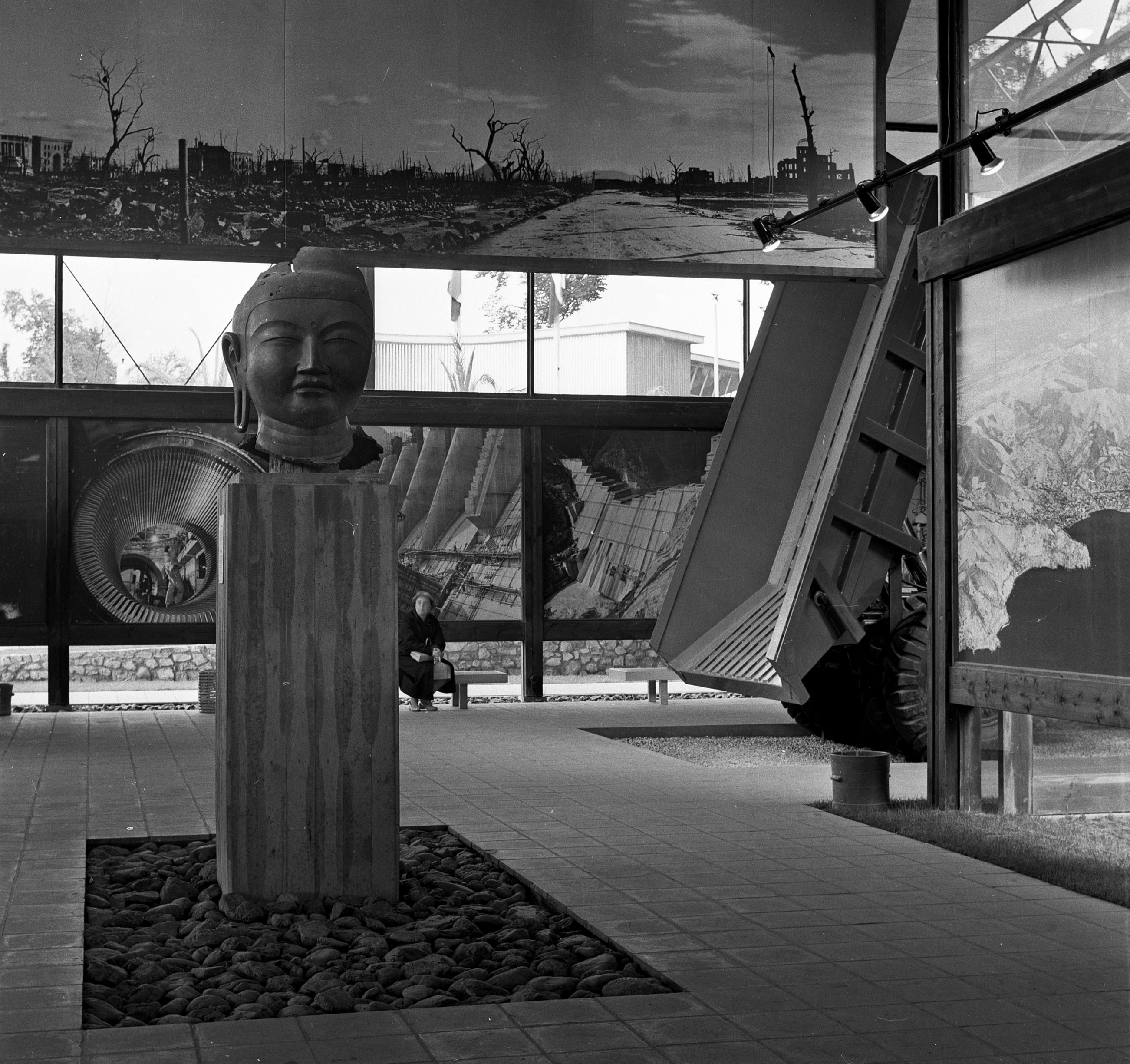
日本館

1958年のブリュッセル万国博覧会（ブリュッセルばんこくはくらんかい, Expo 1958）は、1958年4月17日から9月19日までブリュッセルで開催された国際博覧会（第1種一般博）である。第二次世界大戦後はじめての大型国際博であった。テーマは「科学文明とヒューマニズム」。42ヶ国と10国際機関が参加し、会期中4145万人が来場した。
ブリュッセル都心から7km北西にあるエゼル（Heysel）にある、2平方kmの土地が会場となり、完成までの3年間に1万5千人の労働者が建設に携わった。シンボルタワーとして鉄の結晶の巨大模型・アトミウムが建設され、博覧会の後も残されブリュッセルのシンボルとして親しまれている。エゼルは1935年ブリュッセル万博の会場でもあり、エゼル競技場やミニチュアパーク「ミニ・ヨーロッパ」などもある。
ブリュッセル万博は現代建築と現代音楽の融合の場でもあった。エドガー・ヴァレーズが作曲した電子音楽「ポエム・エレクトロニク」は、当時ル・コルビュジエのもとで建築家として働いていたヤニス・クセナキスが設計したフィリップス館の各所に設置された425個のラウドスピーカーから流された。
ベルギーは当時の植民地であるコンゴの集落を小さく再現、現地人を住まわせ住民の生活をみせたが、来訪者が彼らに食べ物を与えようとするといった偏見にもとづくと思われる行為が起こり、批判が高まり、中止された。

## 日本館
建築家前川國男の設計によるもので、グラフィックデザインを山城隆一、展示設計を剣持勇、写真を渡辺義雄、場内音楽の作曲・編曲を外山雄三が受け持った。テーマを「日本の手と機械」として、伝統工芸品と戦後復興に伴い成長著しい機械産業や電子機器産業の製品を展示した。
閉幕後に建物が金賞を受賞した他、新KS鋼による永久磁石を使用した電子顕微鏡を含む展示品の計51点が表彰を受けた。

## 国際映画投票
26カ国117人の批評家による史上最高の映画ベスト12の選出が行われた。順位は以下のとおり。
1.『戦艦ポチョムキン』、2.『黄金狂時代』、3.『自転車泥棒』、4.『裁かるるジャンヌ』、5.『大いなる幻影』、6.『グリード』、7.『イントレランス』、8.『母』、9.『市民ケーン』、10.『大地』、11.『最後の人』、12.『カリガリ博士』